# Mavrodaphne (Wein)

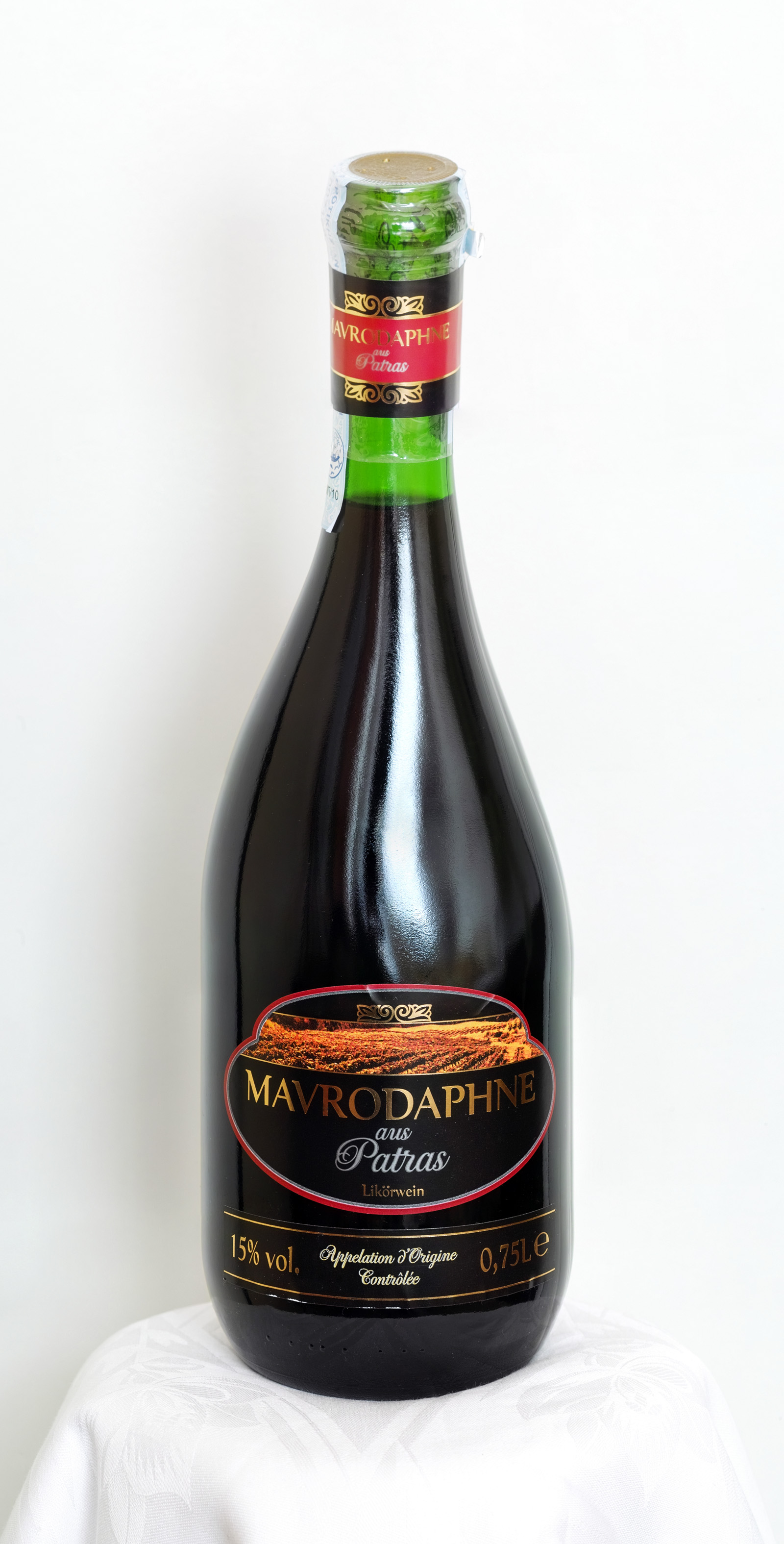
Eine Flasche Mavrodaphne-Wein

Mavrodaphne (griechisch Μαυροδάφνη Mavrodafni ‚schwarzer Lorbeer‘; auch Mavrodaphne of Patras oder Mavrodaphni Patras) ist ein roter, leicht gespriteter griechischer Süßwein, der vor allem in der Umgebung von Patras aus Trauben der autochthonen Rebe gleichen Namens hergestellt wird. Neben dem von der gleichnamigen Insel stammenden weißen Samos ist der Mavrodaphne der bekannteste griechische Süßwein.

## Geschichte
Bekannt wurde dieser Wein durch den bayrischen Beerengroßhändler Gustav Clauss, der in den 1850er Jahren in der Gegend von Patras etwas Grund erwarb und dort Reben pflanzen ließ, oder vorhandene Rieden verbesserte. Entsprechend dem Geschmack seiner Zeit baute er seine Weine süß aus und verstärkte sie leicht. Bei Reifung und Alterung verwendete er das aus Spanien stammende Solera-System. Sehr bald wurde dieser Wein so stark nachgefragt, dass Clauss sich gänzlich auf das Weinmachen verlegte, weitere Güter hinzukaufte und schließlich 1861 die Achaia Clauss Kellerei gründete, die auch heute noch zu den größten Kellereien Griechenlands zählt. Unklar ist, ob Clauss außer dem Solera-Verfahren innovative Vinifizierungsmethoden in diesem Gebiet einführte, oder ob er auf bestehende Traditionen zurückgriff. Weine ähnlichen Typs wurden jedenfalls auch auf einigen Ionischen Inseln von alters her erzeugt, insbesondere auf Kefalonia. Auch dort ist die Mavrodaphne die Trägersorte der manchmal etwas mit der Korinthiaki verschnittenen Süßweine.

## Weincharakteristik

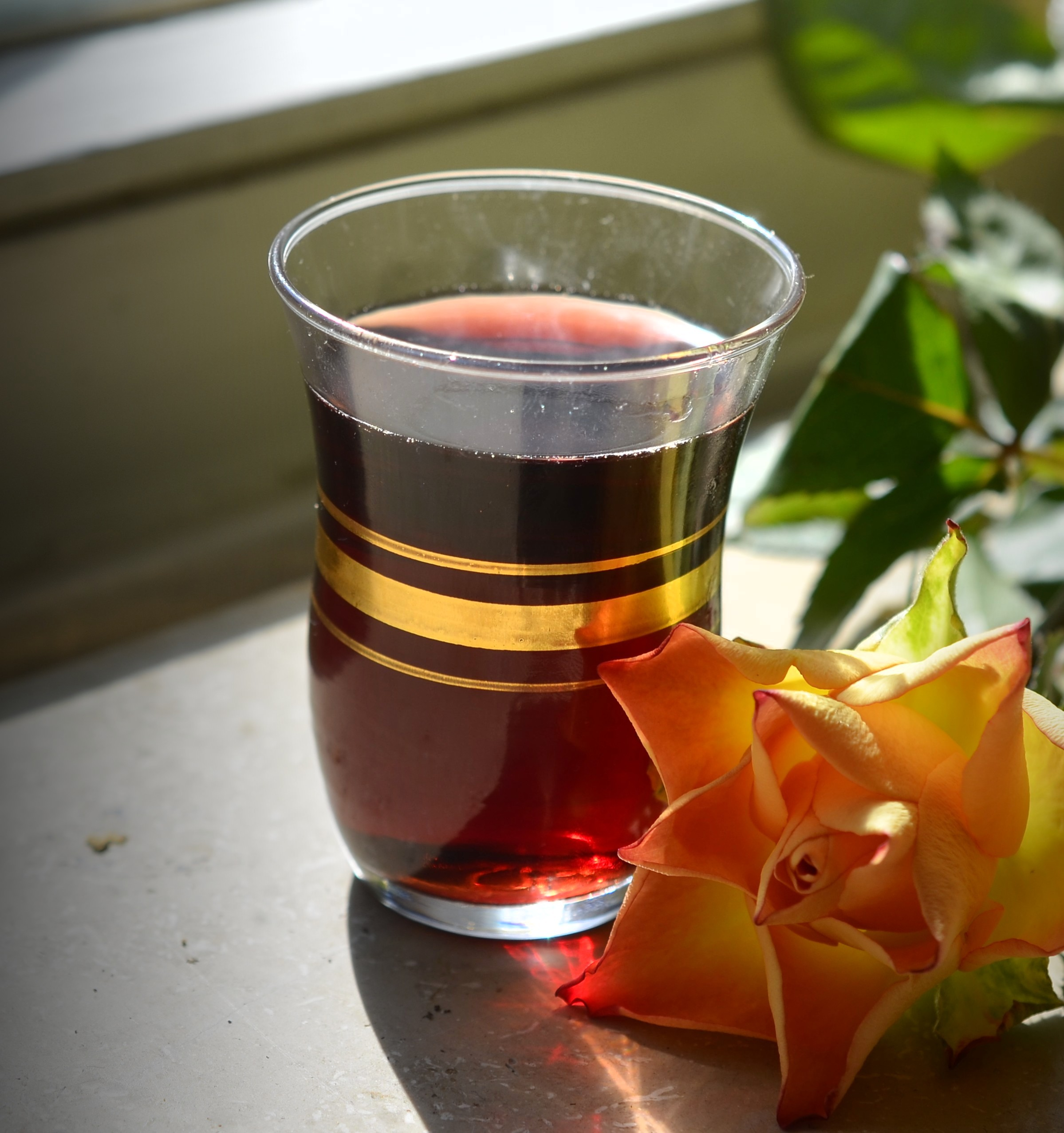
Ein Glas Mavrodaphne

Der Mavrodaphne ist ein voluminöser, dichter, mit meist 15 Volumenprozent nicht allzu alkoholstarker Likörwein von leuchtend samtroter bis rötlichbrauner Farbe. Neben einer meist deutlich erhaltenen, oft etwas tanninbetonten Rotweincharakteristik dominieren Pflaumenaromen, manchmal auch Vanilletöne. Bei gelungenen Produkten ist die Süße niemals fett und aufdringlich, sondern wird durch eine leichte Säurestruktur gut ausbalanciert.
In Deutschland, besonders aber auch in England ist dieser Wein sehr beliebt. Dementsprechend kommen in den Supermärkten oft klebrig-süße Produkte in den Handel, die zwar den Geschmack einer breiten Käuferschicht treffen, höheren Ansprüchen aber nicht genügen. Sorgfältig vinifizierte und ausreichend gealterte Weine können jedoch ansprechend, zuweilen sogar bemerkenswert sein. Als Aperitif sollte der Mavrodaphne etwa bei Weißweintemperatur (11–15 °C) getrunken werden, als Begleiter zu Kaffee und Kuchen etwas temperierter.